# Новый Тукмак
Новый Тукмак (баш.  Яңы Туҡмак), Новотукмак — упразднённая в 1981 году деревня Благоварского района Башкирской АССР. Присоединена к селу Мирный.

## География
Находится на северо-восточной окраине Бугульминско-Белебеевской возвышенности. Протекает р. Бизерган.

### Географическое положение
Расстояние, по данным на 1 января 1969 года, на 1 июля 1972 года:
- центра сельсовета (Языково): 12 км,
- районного центра (Языково): 12 км,
- ближайшей ж/д станции (Благовар): 13 км.

## История
До установления советской власти входила в Новосёловскую волость. На 1 января 1969 года, на 1 июля 1972 года входила в Языковский сельсовет, проживали русские.
Вошла в состав села Мирный согласно Указу Президиума ВС Башкирской АССР от 20.03.1981 N 6-2/92 «Об объединении некоторых населённых пунктов Благоварского района».

## Население
На 1 января 1969 года — 25 человек. Основная нация — русские.

## Инфраструктура
Действовала Ново-Тукмаковская начальная школа.
Новотумаковцы работали в совхозе имени БашЦИК.

## Транспорт
Находилась у магистральной автодороги, современной федеральной трассы «Челябинск-Уфа-Самара» (М-5 "Урал").